# 西康金腰
西康金腰（学名：Chrysosplenium sikangense）为虎耳草科金腰属下的一个种。

## 扩展阅读
- 維基物種上的相關：西康金腰